# École nationale supérieure d'informatique pour l'industrie et l'entreprise
L'École nationale supérieure d'informatique pour l'industrie et l'entreprise, també anomenada ENSIIE, és una Grande école d'enginyeria de Françafundada el 1968,. Està situada a Évry, França. L'escola lliura el diploma d'enginyer de l'École nationale supérieure d'informatique pour l'industrie et l'entreprise (Màster Ingénieur ENSIIE) i el diploma Màster recerca i de doctorat.

## Laboratori de recerca
- Matemàtiques i Modelatge
- Arquitectures, Modelatge, Validació, Administració de xarxes
- Biologia i sistemes complexos
- Ciències de l'Enginyeria, Informàtica i Imatges mèdiques